# Vormsele
Vormsele is een plaats in de gemeente Lycksele in het landschap Lapland en de provincie Västerbottens län in Zweden. De plaats heeft 55 inwoners (2005) en een oppervlakte van 27 hectare. De plaats ligt aan de rivier de Vindelälven.

## Verkeer en vervoer
Bij de plaats loopt de Länsväg 363.